# 藤田学 (バスケットボール)
藤田 学（ふじた まなぶ、1933年3月22日 - ）は、日本の元バスケットボール選手である。

## 人物
明治大学卒業後、日本鋼管に入社。
全日本チームに選ばれ、メルボルン五輪に出場した。

## 日本代表歴
- 1956メルボルン五輪
- 1958アジア大会